# Pomnik Tolerancji
Pomnik Tolerancji, Monument Tolerancji (hebr. פסל הסובלנות) – pomnik znajdujący się w Jerozolimie, w Parku Tolerancji (hebr. גן הסובלנות), na wzgórzu Armon Ha-Naciw, między osiedlem żydowskim i arabskim.

## Historia
Pomysłodawcą i autorem koncepcji parku i monumentu był polski przedsiębiorca, członek Międzynarodowej Rady Gubernatorów Centrum Szimona Peresa dla Pokoju, Aleksander Gudzowaty, który również sfinansował przedsięwzięcie warte ok. 1,5 mln dolarów. Wykonany z brązu pomnik, mierzący 15 m wysokości, powstał według projektu Czesława Dźwigaja. Przedstawia on rozłupaną na dwie części kolumnę, z której wyrastają gałązki drzewa oliwnego. Wokół pomnika znajduje się ścieżka spacerowa i park otoczony murem, na którym umieszczono nazwy miast popierających projekt (m.in. Krakowa i Wrocławia). Projekt zrealizowała Fundacja Jerozolimska we współpracy z zarządem miasta Jerozolimy. Pomnik został przywieziony z Polski w częściach, złożony w Izraelu przez ekipę specjalistów pod kierownictwem Dźwigaja i ustawiony na pięciometrowym kopcu.
Uroczyste odsłonięcie pomnika odbyło się 15 września 2008 w obecności m.in. byłego prezydenta Polski Lecha Wałęsy i mera Jerozolimy Uriego Lupoliańskiego. Ceremonii towarzyszyło wykonanie przez zespół Jerusalem Israel Camerata Hymnu tolerancji skomponowanego specjalnie na tę okazję przez Zygmunta Krauzego.